# Plumatella pseudostolonata
Plumatella pseudostolonata is een mosdiertjessoort uit de familie van de Plumatellidae. De wetenschappelijke naam van de soort is voor het eerst geldig gepubliceerd in 1940 door Borg.